# Q-spínání
Q-spínání je metoda v laserové technice, pomocí které lze dosáhnout krátké laserové impulsy o velkém špičkovém výkonu.
Koncept poprvé demonstrovali v roce 1962 Robert Hellwarth a F. J. McClung.

## Princip
Podstatným prvkem je tzv. Q-factor neboli činitel jakosti optického rezonátoru. Jedná se o atenuátor, tedy v našem případě o prvek, který záměrně zvyšuje ztráty v rezonátoru a zabraňuje tak brzkému nasazení oscilací nebo stimulované emise. Q-spínání můžeme rozdělit na aktivní a pasivní.

### Aktivní Q-spínání
Jak už samotný název naznačuje u aktivního q-spínání máme možnost aktivně zasahovat do procesu ztrát v rezonátoru. Buď elektricky (Pockelsovou celou či Kerrovou celou), akusticky či mechanicky (rotujícím zrcadlem nebo závěrkou).

### Pasivní Q-spínání
Typickými představiteli pasivního q-spínání jsou saturovatelné absorbéry. Látky vyznačující se tzv. nelinární absorpcí (se zvyšující hustotou záření se zvyšuje transmise daného materiálu).